# Black ACE
Black ACE는 중국의 8인조 보이 그룹이다. 2019년 1st EP 《Black ACE》로 데뷔했다.

## 방송
- 이단지명 (2019)